# Mūmej
Mūmej (persiska: مومِچ, Mūmech, مومج) är en ort i Iran.   Den ligger i provinsen Teheran, i den centrala delen av landet, 90 km öster om huvudstaden Teheran. Mūmej ligger 2 340 meter över havet och antalet invånare är 242.
Terrängen runt Mūmej är kuperad åt sydväst, men åt nordost är den bergig. Runt Mūmej är det ganska glesbefolkat, med 23 invånare per kvadratkilometer. Närmaste större samhälle är Ā'īneh Varzān, 16,1 km väster om Mūmej. Trakten runt Mūmej består i huvudsak av gräsmarker.